# Ballenhausen
Ballenhausen is een dorp in de Duitse gemeente Friedland in de deelstaat Nedersaksen. 
Het dorp wordt voor het eerst vermeld in een oorkonde uit 1109. De dorpskerk dateert uit 1777.